# Peter Vesterbak
Peter Vesterbak (28. maj 1913 – 13. oktober 1986) var en dansk politiker, skoleinspektør og fodboldtræner.
Blev i 1941 ansat ved Århus kommunes skolevæsen og 1953 udnævnt til skoleinspektør ved den nyopførte Katrinebjergskolen i Aarhus.
Peter Vesterbak var i to omgange cheftræner for den århusianske fodboldklub AGF. Første gang 1952-54, hvor det blev til oprykning til den bedste række i 1953. I anden omgang 1956-58, hvor han i 1957 førte klubben til Danmarksmesterskabet og vandt Pokalturneringen.
I 1962 blev Peter Vesterbak valgt til byrådet i Aarhus og udpeget til konservativ ordfører og 2. viceborgmester. Han genopstillede ikke til valget 1966.